# Gare d'Écrainville
La gare d'Écrainville est une gare ferroviaire française de la ligne du Havre-Graville à Tourville-les-Ifs située sur le territoire de la commune d'Écrainville dans le département de la Seine-Maritime en région Normandie.
Elle est ouverte en 1896 par la compagnie des chemins de fer de l'Ouest (Ouest). Elle est fermée au cours du XXe siècle.

## Situation ferroviaire
Établie à 101 mètres d'altitude, la gare d'Écrainville est située au point kilométrique (PK) 245,2 de la ligne du Havre-Graville à Tourville-les-Ifs, entre les gares fermées de Criquetot-l'Esneval et de Goderville.
La ligne n'est plus exploitée entre les gares de Rolleville et des Ifs.

## Histoire
La gare d'Écrainville est mise en service le 24 décembre 1896, par la compagnie des chemins de fer de l'Ouest (Ouest), lorsqu'elle ouvre à l'exploitation la ligne de Montivilliers aux Ifs.
La desserte des voyageurs est fermée une première fois en 1938, rouverte en 1942, elle est de nouveau fermée en avril 1970. La ligne a encore été exploitée pour un trafic marchandises, entre Criquetot-l'Esneval et les Ifs, jusqu'en 1987.

## Service des voyageurs
Gare fermée située sur un tronçon de ligne non exploité.

## Patrimoine ferroviaire
L'ancien bâtiment voyageurs d'origine est devenue une habitation privée.